# Wachenheimer Tal
Das Wachenheimer Tal – alternativ Burgtal genannt – ist ein Tal am Ostrand des Pfälzerwalds.

## Lage
Das Tal befindet sich innerhalb der Haardt, wie der Ostrand des Pfälzerwaldes genannt wird, auf Gemarkung der namensgebenden Stadt Wachenheim an der Weinstraße. Die Alternativbezeichnung Burgtal nimmt Bezug auf die nahe Wachtenburg, die sich südöstlich oberhalb des Tals befindet.
Am östlichen Talende beginnt das Wachenheimer Siedlungsgebiet; dort geht das Tal in die Oberrheinische Tiefebene über. Weiter westlich im Tal befindet sich der Burgtalweiher. Südlich des östlichen Talendes erstreckt sich das Naturschutzgebiet Haardtrand – Am Bechsteinkopf.
Umliegende Berge sind im Norden Auf dem Röthel sowie der Rindskehler Kopf (462,5 m) und im Süden der Höninger Kopf (387 Meter). Am westlichen Talausgang befindet sich außerdem der Hahnenbrunnen.

## Verkehr
Durch das Tal verläuft die Kreisstraße 16, die Wachenheim mit Lindenberg verbindet.

## Tourismus
Durch das Tal verlaufen der Prädikatswanderweg Pfälzer Weinsteig und ein solcher, der mit einem gelben Balken markiert ist und von Glanbrücken bis nach Wachenheim führt sowie einer, der Wanderweg, der mit einem weiß-roten Balken gekennzeichnet ist und vom Krumbachtal nach Neustadt an der Weinstraße verläuft.